# 1380 en littérature

## Naissances
- 11 février : Poggio Bracciolini, né à Terranuova, érudit, écrivain, philosophe, humaniste et homme politique italien.